# Vladimir Villegas
Hely Vladimir Villegas Poljak (Caracas, 11 de diciembre de 1961) es un periodista y político venezolano, hermano de Ernesto Villegas. Trabajó como reportero en medios como El Nuevo País, El Diario de Caracas, y El Universal. Es columnista del diario El Nacional, y también lo fue en el diario El Mundo.

## Biografía

### Juventud y familia
Vladimir Villegas nació en Caracas el 11 de diciembre de 1961. Es el penúltimo de ocho hermanos; ellos son Alicia, Clara, Esperanza, Tatiana, Asia, Mario y Ernesto. Hijo de Cruz Villegas, desaparecido dirigente sindical comunista, y de Maja Poljak, periodista y luchadora social comunista de origen judío nacida en Zagreb, Croacia, extinta Yugoslavia.

### Carrera universitaria
Vladimir Villegas es periodista formado en la Universidad Central de Venezuela. Antes de ingresar a esta universidad, Vladimir decide vivir por un año en la extinta Unión Soviética.

### Vida política
En 1976 se integra en la Juventud Comunista de Venezuela, cantera de cuadros juveniles del Partido Comunista de Venezuela (PCV), comenzando su ejercicio profesional en el diario de este partido, Tribuna Popular. Durante su militancia en la Juventud Comunista de Venezuela fue un acérrimo cuestionador de la Causa R y de los preceptos y postulados de Alfredo Maneiro. Sin embargo, al fallecer Maneiro, Vladimir se acerca a la Causa R, obteniendo incluso un curul por la Causa R en el Parlamento en 1993.
También fue militante del partido Patria Para Todos y del Partido Socialista Unido de Venezuela. Siendo fundador y dirigente del partido opositor Avanzada Progresista.

#### Afinidad con la Revolución bolivariana
Durante la campaña presidencial de 1998, Vladimir Villegas acompañó a Hugo Chávez. En 1999, Villegas fue elegido como integrante de la Asamblea Nacional Constituyente. Fue embajador de Venezuela en Brasil en el año 2002. Desde noviembre de 2003 hasta diciembre de 2004 presidió Venezolana de Televisión. Desde mayo de 2005 hasta noviembre de 2005, fue embajador de Venezuela en México. En 2006 fue nombrado vicecanciller para Asia, Medio Oriente y Oceanía.

#### Oposición
Posteriormente Vladimir decide dejar el chavismo, fundando junto a Henri Falcón un nuevo partido político de centroizquierda, Avanzada Progresista. Actualmente trabaja en el circuito Unión Radio, con programas de entrevistas y opinión.
El 2 de mayo de 2013, acepta la dirección del canal privado Globovisión junto con Leopoldo Castillo. Expresando telefónicamente al diario El Mundo: «Me hicieron la propuesta hoy, la evalué y tomé la decisión de aceptar por la inclusión, la paz, el reencuentro». Días después, Villegas decide no optar por el cargo en el canal Globovisión por «diferencias» con la nueva junta directiva del canal privado. No obstante, trabajaría en un nuevo programa de entrevistas en el canal conocido como Vladimir a la una, el cual emitió desde el 29 de julio de 2013. El programa sería cancelado en mayo de 2020 tras la salida de Villegas de Globovisión. Villegas atribuyó su salida de este canal a presiones por parte del Gobierno de Nicolás Maduro. Posteriormente, el 15 de noviembre de 2020, Nicolás Maduro respondió sobre el caso: «Vladimir, si yo fuera dueño de Globovisión te devolviera tu programa». Finalmente el 30 de noviembre de 2020 Vladimir a la una volvería a la programación de Globovisión.
El 5 de mayo de 2022, anuncia de nuevo su salida del canal, aclaró que la salida no obedece a un episodio en particular, sino a un cúmulo de situaciones. entre otras se cansó de un ambiente de tensiones diarias por diversos asuntos relacionados con el programa, de las dificultades de mantener esa ventana tratando de brindarle calidad a la audiencia.